# Rivière au Pin
Pour les articles homonymes, voir Pin, Les Pins (homonymie) et Rivière aux Pins.
La rivière au Pin est un affluent de la rivière Bécancour laquelle est un affluent de la rive sud du fleuve Saint-Laurent, dans les régions administratives du Centre-du-Québec et de Chaudière-Appalaches, au Québec, au Canada.
La rivière au Pin coule successivement dans les municipalités régionale de comté de:
- MRC d'Arthabaska, au Centre-du-Québec: municipalités de Saints-Martyrs-Canadiens;
- MRC des Appalaches, dans Chaudière-Appalaches: municipalités de Saint-Jacques-le-Majeur-de-Wolfestown, Disraeli, Saint-Julien et Irlande.

## Géographie
Les principaux bassins versants voisins de la rivière au Pin sont :
- côté nord : rivière Bécancour, lac William ;
- côté est : rivière Bécancour, Lac à la Truite, rivière Coleraine ;
- côté sud : rivière Coulombe Nord ;
- côté ouest : rivière Blanche, rivière Nicolet, rivière des Vases, ruisseau Grimard, rivière Bulstrode.

La rivière au Pin tire sa source au lac Sunday (longueur : 2,5 km ; altitude : 367 m) dans la municipalité de Saints-Martyrs-Canadiens. Ce lac est situé au nord du mont Louise, au nord-est du village de Saints-Martyrs-Canadiens, au nord de la route 161 et au sud de Saint-Jacques-le-Majeur-de-Wolfestown.
À partir du lac Sunday, la rivière au Pin coule sur 31,0 km répartis selon les segments suivants :
Cours supérieur de la rivière au Pin (segment de 12,7 km)

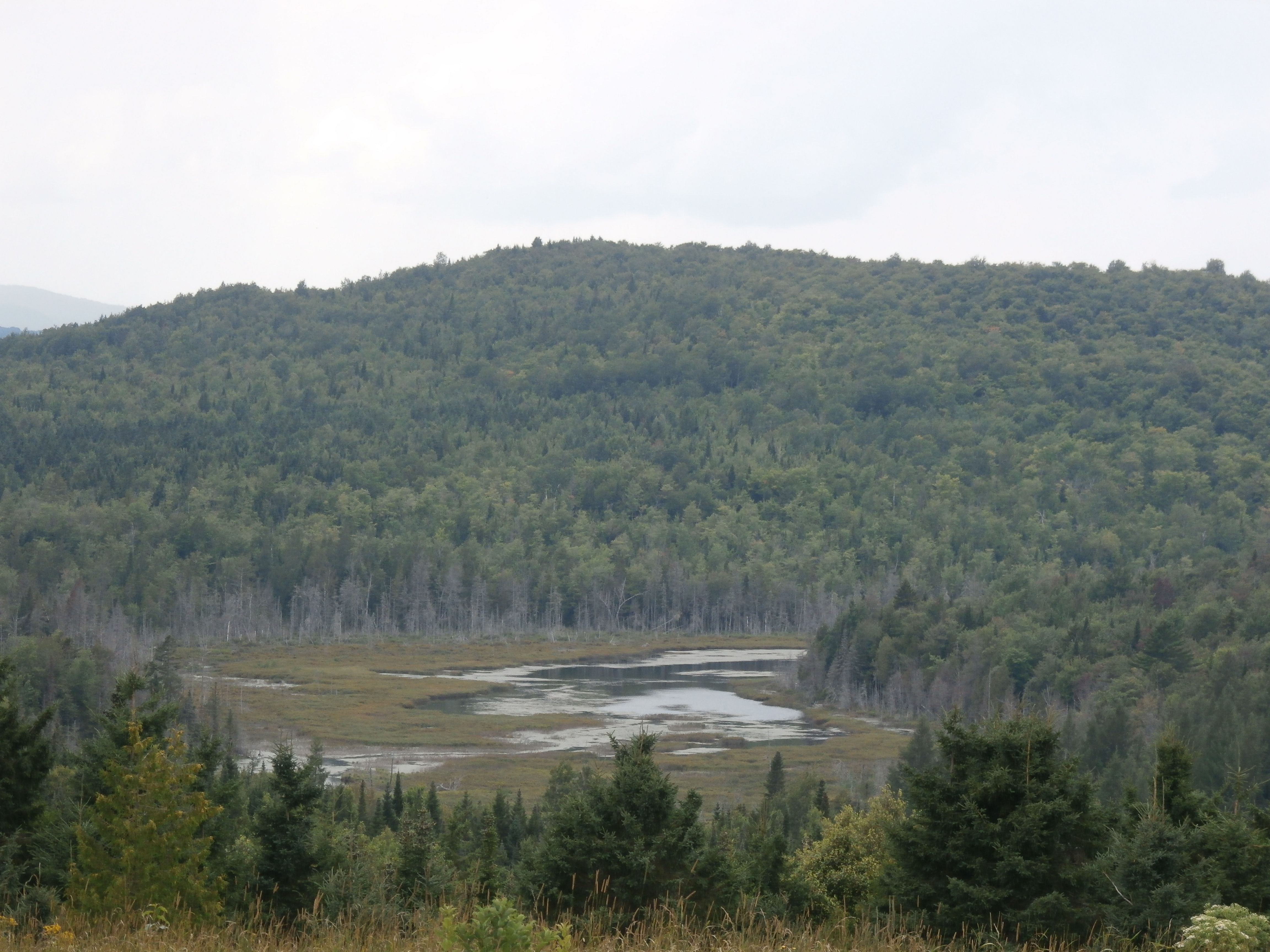
Mud Pond; marais traversé par la Rivière au pin entre le lac Breeches et le Petit Lac Long.

- 0,9 km vers le nord-est, en traversant le lac Breeches, en traversant la limite entre les municipalités de Saints-Martyrs-Canadiens et Saint-Jacques-le-Majeur-de-Wolfestown, jusqu'à la rive sud-ouest du lac Breeches (altitude : 355 m) ;
- 3,3 km vers le nord-est, jusqu'à son embouchure situé au nord-est du lac ;
- 2,2 km vers le nord, en traversant la limite entre les municipalités de Saint-Jacques-le-Majeur-de-Wolfestown et de Disraeli, jusqu'à l'embouchure du "Mud Pond" (longueur : 0,6 km ; altitude : 346 m) que le courant a traversé sur sa pleine longueur ;
- 1,1 km vers le nord, jusqu'à l'embouchure du Petit lac Long (longueur : 0,7 km ; altitude : 334 m) ;
- 2,4 km vers le nord-est, jusqu'à la limite entre les municipalités de Disraeli et Saint-Jacques-le-Majeur-de-Wolfestown ;
- 2,8 km vers le nord, jusqu'à la limite entre les municipalités de Saint-Jacques-le-Majeur-de-Wolfestown et de Saint-Julien.

Cours inférieur de la rivière au Pin (segment de 18,3 km)
À partir de cette limite municipale, la rivière au Pin coule sur :
- 2,7 km vers le nord, jusqu'au pont du chemin de Saint-Julien ;
- 1,9 km vers le nord, jusqu'à la confluence du ruisseau Vimy (venant du nord) ;
- 4,1 km vers l'ouest, jusqu'à la confluence de la rivière Blanche (venant de l'ouest) ;
- 1,3 km vers le nord, jusqu'à la limite municipale entre Saint-Julien et Irlande ;
- 3,8 km vers le nord, jusqu'à la route Marcheterre ;
- 4,5 km (ou 3,1 km en ligne directe) vers le nord, en serpentant en zone de marais, jusqu'à sa confluence.

La rivière au Pin se déverse dans un coude de rivière, sur la rive sud de la rivière Bécancour. Cette confluence est située en zone de marais, à 1,5 km en amont de l'étang Stater (que traverse en partie la rivière Bécancour), à 1,5 km au sud-ouest du hameau Cranberry et à 1,7 km à l'est du sommet du mont Dillon.

## Toponymie
L'exploitation forestière, notamment l'essence de pin, contribua à la colonisation de la région des Appalaches.
La rivière aux Pins figure sur une carte cadastrale de 1883 du canton d'Irlande.
Le toponyme Rivière au Pin a été officialisé le 5 décembre 1968 à la Commission de toponymie du Québec.